# Melka Kunture
Melka Kunture és un jaciment arqueològic situat a Etiòpia al sud de la capital Addis Abeba. És una vall formada per sediments fluvials al llarg d'unes terrasses del riu Awash. El lloc va ser descobert l'any 1963 i excavat per Jean Chavaillon de 1965 a 1985 i continua essent excavat per un equip italià en l'actualitat. Els dipòsits arriben a una fondària màxima de 100 metres de sediments que s'alternen amb capes de lava datable. S'han trobat restes de les cultures més antigues de la humanitat Olduvaià arcaic.